# Microcharon silverii
Microcharon silverii är en kräftdjursart som beskrevs av Giuseppe L. Pesce och Diana M.P. Galassi 1988. Microcharon silverii ingår i släktet Microcharon och familjen Microparasellidae. Inga underarter finns listade i Catalogue of Life.